# ダージング
ダージング (ドイツ語: Dasing) はドイツ連邦共和国バイエルン州シュヴァーベン行政管区のアイヒャッハ＝フリートベルク郡に属す町村（以下、本項では便宜上「町」と記述する）で、ダージング行政共同体の本部所在地である。

## 地理
ダージングはアウクスブルク開発計画地域に位置する。

### 自治体の構成
この町は、公式には19の地区 (Ort) からなる。このうち小集落や孤立農場などを除く集落を以下に列記する。
| - ビッツェンホーフェン - ダージング - ハイマート - ライマーリング - リーデン | - ザンクト・フランツィスクス - タイティング - タッテンハウゼン - ヴェッシスツェル - ツィーゲルバッハ |

## 歴史

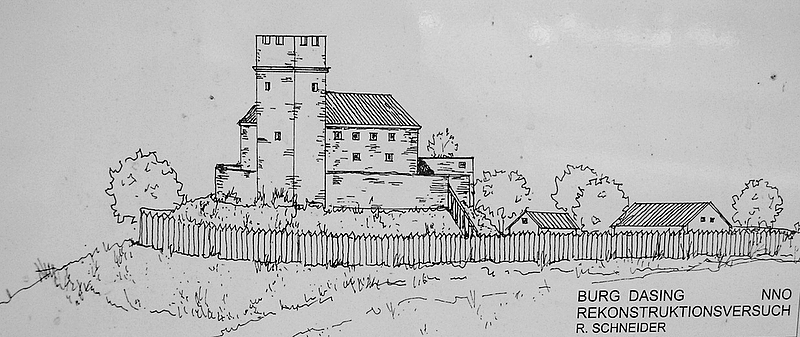
ダージング城復元図

マッセンハウゼン家は1317年頃にダージングに定着した。ヴィッテルスバッハ家はタイティング、リーデン、ライマーリングはすでにずっと以前から多くの所領を有していた。ダージングはその後、帝国修道院である聖ウルリヒ・聖アフラ修道院に属した。1632年にザンクト・フランツィスクスの城館はスウェーデン軍の攻撃により炎に包まれた。この村はバイエルン選帝侯領の一部でホーフマルクを形成しており、1803年に世俗化によりバイエルン領となった。バイエルンの行政改革に伴う1818年の市町村令によって現在の自治体が成立した。バイエルンの市町村再編の時代にヴェシスツェル、タイティング、リーデン、ライマーリングにより町域が拡大した。

### 人口推移
- 1970年 3,036人
- 1987年 4,173人
- 2000年 5,054人

## 行政
町長はアンドレアス・ヴィースナー (Freie Wähler Dasing) である。
町議会は第1町長と20人の議員からなる。

### 姉妹都市
- シェドルツェ（ポーランド、マゾフシェ県）
- カンメルン・イム・リージングタール（オーストリア、シュタイアーマルク州）

## 文化と見所

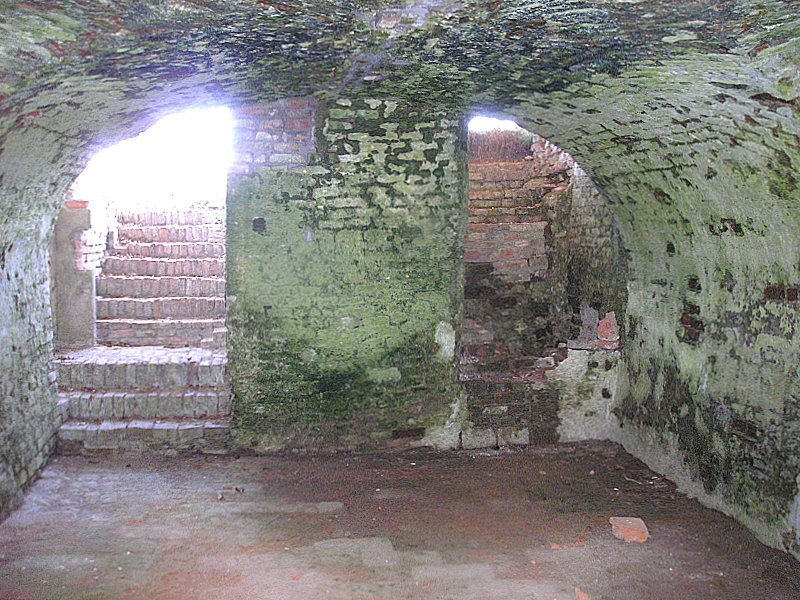
ダージング城の地下ワイン庫跡

主な見所は聖マルティン教区教会である。ザンクト・フランツィスクス地区にはダージング城趾がある。特にヴォールトの地下ワイン庫は現在も良く保存されている。
2004年以降、毎年夏にダージングではカール・マイ演劇祭が開催される。

## 経済と社会資本

### 交通
この町は連邦アウトバーンA8号線と連邦道B300号線に面している。ダージングにはパールタール鉄道アウクスブルク - インゴルシュタット線の駅があり、1時間毎にレギオナルバーンが発着する。

### 教育
- 国民学校 1校

## 引用
1. ↑  https://www.statistikdaten.bayern.de/genesis/online?operation=result&code=12411-003r&leerzeilen=false&language=de Genesis-Online-Datenbank des Bayerischen Landesamtes für Statistik Tabelle 12411-003r Fortschreibung des Bevölkerungsstandes: Gemeinden, Stichtag (Einwohnerzahlen auf Grundlage des Zensus 2011)
2. ↑  Bayerische Landesbibliothek Online
3. ↑  “Bürgermeister-Stichwahl - Kommunalwahlen 2020 in der Gemeinde Dasing - Gesamtergebnis”. 2021年4月4日閲覧。